# Rio Open 2016
Il Rio Open 2016 è un torneo professionistico di tennis giocato all'aperto sulla terra rossa. È la 3ª edizione dell'evento. Il torneo fa parte dell'ATP World Tour 500 series nell'ambito dell'ATP World Tour 2016 per gli uomini, e per le donne alla categoria International del WTA Tour 2016. Sia il torneo maschile che quello femminile si sono svolti al Jockey Club Brasileiro di Rio de Janeiro in Brasile, dal 13 al 21 febbraio 2016.

## Partecipanti ATP

### Teste di serie
| Nazionalità | Giocatore          | Ranking | Testa di serie* |
| ----------- | ------------------ | ------- | --------------- |
| Spagna      | Rafael Nadal       | 5       | 1               |
| Spagna      | David Ferrer       | 8       | 2               |
| Francia     | Jo-Wilfried Tsonga | 9       | 3               |
| Stati Uniti | John Isner         | 11      | 4               |
| Austria     | Dominic Thiem      | 15      | 5               |
| Stati Uniti | Jack Sock          | 23      | 6               |
| Italia      | Fabio Fognini      | 33      | 7               |
| Brasile     | Thomaz Bellucci    | 38      | 8               |

* Le teste di serie sono basate sul ranking all'8 febbraio 2016.

### Altri partecipanti
I seguenti giocatori hanno ricevuto una wildcard per il tabellone principale:
- Nicolás Jarry
- Thiago Monteiro
- João Souza

I seguenti giocatori sono passati dalle qualificazioni:

- Facundo Bagnis
- Tarō Daniel
- Gastão Elias
- Daniel Gimeno Traver

## Partecipanti WTA

### Teste di serie
| Nazionalità | Giocatrice        | Ranking | Testa di serie* |
| ----------- | ----------------- | ------- | --------------- |
| Brasile     | Teliana Pereira   | 44      | 1               |
| Svezia      | Johanna Larsson   | 48      | 2               |
| Montenegro  | Danka Kovinić     | 50      | 3               |
| Stati Uniti | Christina McHale  | 62      | 4               |
| Slovenia    | Polona Hercog     | 83      | 5               |
| Spagna      | Lara Arruabarrena | 88      | 6               |
| Germania    | Tatjana Maria     | 90      | 7               |
| Romania     | Andreea Mitu      | 104     | 8               |

* Le teste di serie sono basate sul ranking all'8 febbraio 2016.

### Altre partecipanti
Le seguenti giocatrici hanno ricevuto una wildcard per il tabellone principale:
- Gabriela Cé
- Sorana Cîrstea
- Beatriz Haddad Maia

Le seguenti giocatrici sono passate dalle qualificazioni:

- Jennifer Brady
- Cindy Burger
- Mariana Duque Mariño
- Paula Cristina Gonçalves
- María Irigoyen
- Elica Kostova

## Campioni

### Singolare maschile
Pablo Cuevas ha sconfitto in finale  Guido Pella per 6–4, 6(7)–7, 6–4.
- È il quarto titolo in carriera per Cuevas, il primo della stagione.

### Singolare femminile
Francesca Schiavone ha battuto in finale  Shelby Rogers con il punteggio di 2–6, 6–2, 6–2.
- È il settimo titolo in carriera per la Schiavone, primo titolo dal 2013.

### Doppio maschile
Juan Sebastián Cabal /  Robert Farah hanno sconfitto in finale  Pablo Carreño Busta /  David Marrero per 7–6(5), 6-1.

### Doppio femminile
Verónica Cepede Royg /  María Irigoyen hanno sconfitto in finale  Tara Moore /  Conny Perrin per 6–1, 7–6(5).